# Stadtverkehr Eckernförde
Der Stadtverkehr Eckernförde bedient den öffentlichen Personennahverkehr der Stadt Eckernförde (Kreis Rendsburg-Eckernförde, Schleswig-Holstein) mit vier Stadtbuslinien. Auftraggeber ist der Kreis Rendsburg-Eckernförde als Aufgabenträger für den ÖPNV.

## Geschichte
Die Firma wurde am 1. April 1927 als Großauto-Fernfahrten Hansa Kiel gegründet und führte dort die ersten Personentransporte mit Pferd und Wagen durch. 1928 wurde der erste Reisebus der Marke Dürkopp beschafft. Mit dem einzigen nach Kriegsende 1945 übriggebliebenen Bus „Mathilde“ fuhr die Firma zunächst im Auftrag der Kraftpost.
1957 übernahm Heinrich Bügler den Stadtverkehr in Eckernförde mit drei für diesen Zweck beschafften Büssing-Omnibussen. Gleichzeitig erfolgte die Umbenennung der Firma in SE-Reisen, der Standort in Kronshagen mit seinen Linien blieb bei Autobus-Fernfahrten Hansa Kiel und wurde am 1. Januar 1972 von der Verkehrsbetriebe Hamburg-Holstein AG (VHH) übernommen.
Der ursprüngliche Stadtbusverkehr Eckernfördes wurde auf einer Strecke Altenhof–Eckernförde–Borby–Carlshöhe seit den 1920er Jahren durchgeführt. Durch die Kraftpost wurde die Strecke 13-mal täglich bedient. In den Jahren nach dem Zweiten Weltkrieg ging die Konzession zur Betreibung eines Stadtlinienverkehrs nach einer zunächst stadtbuslosen Zeit von der Post auf die Firma H. Thams aus Rieseby über. Nachdem 1957 Thams die Konzession entzogen wurde und die Firma Bügler neuer Konzessionsnehmer wurde, kam es zu dem so genannten Eckernförder Stadtbuskrieg: Thams wollte nicht weichen, beide Unternehmen befuhren drei Wochen lang nebenher die Linie; die Thams-Busse stets 10 Minuten früher als die Bügler-Busse.
Diese ursprünglich einzige Linie (Kiekut –) Sandkrug – Innenstadt – Grasholz wurde in den 1950er Jahren durch eine zweite ergänzt, die zunächst die Streckenführung Borby, Doroteenstraße – Innenstadt (– Sandkrug) besaß. Ab 1961 befuhr diese die Strecke Doroteenstraße – Innenstadt – Broosbyer Koppel und ab Mitte der 1970er Jahre die Strecke Doroteenstraße – Innenstadt – Wilhelmstal. Die erste Linie endete ab 1966 im Süden der Stadt statt in Sandkrug in Wilhelmstal, alle zwei Stunden in Kiekut.
Von 1964 bis 1970 betätigte sich die Firma gleichzeitig als Reederei (Produktbezeichnung: Seebäderdienst Eckernförde). Ihr Seebäderschiff, das Motorschiff Adriana war in Eckernförde beheimatet. Nach Angaben aus dem Jahr 1967 war das Schiff 49 Meter lang, 7,3 Meter breit und verfügte im Innenbereich über 240 Sitzplätze.
In dieser Zeit kamen im Stadtbus-Linienverkehr auch Anderthalbdeckerbusse und später wiederholt Gelenkbusse zum Einsatz.
Im Sommer 1986 bot der Stadtverkehr Eckernförde (SE-Reisen Eckernförde) zwei, miteinander verwobene, Stadtbuslinien an, die montags bis freitags von 6 bis 18:30 Uhr und sonnabends von etwa 6:30 bis 13:30 Uhr im 30-Min-Takt, danach sowie sonntags ab 12:30 Uhr bis gegen 21 Uhr im Stundentakt gegenläufig befahren wurden:
10 Borby-Ost, Doroteenstr. → Dorfplatz → Landratsamt → Noorplatz → Bahnhof → Sophienhöh → Wilhelmstal → Schulzentrum → Diestelkamp → Wulfsteert → Bahnhof → Noorplatz → (Landratsamt → Terrassenhaus) → Friedhof → Kurt-Pohle-Str. → Finanzamt → Kreiskrankenhaus → Carlshöhe → Grasholz
20 Grasholz → Carlshöhe → Kreiskrankenhaus → Finanzamt → Kurt-Pohle-Str. → Friedhof → (Terrassenhaus) → Landratsamt → Noorplatz → Bahnhof → Wulfsteert → Diestelkamp → Schulzentrum → (Osterrade) → Wilhelmstal → Sophienhöh → Bahnhof → Noorplatz → Vogelsang → Borby-Ost, Doroteenstr.
Die Firma Bügler hatte 1989 ein Konzept zur Anbindung der Umlandgemeinden ausgearbeitet, das am Einspruch des Konzessionsinhabers Autokraft scheiterte.
Vorübergehend gab es in Eckernförde ab Mitte der 1980er Jahre folgende Linienergänzungen, die wieder aufgegeben wurden: Kösliner Ring – Wilhelmstal, Extra-Anbindungen von Eckernförder Unternehmen und Kreiskrankenhaus, Anbindung Gammelbys über Grasholz hinaus, Strandlinie Louisenberg – Kiekut.
Nachdem ein durch das Alternative Verkehrskonzept für Eckernförde der Eckernförder Grünen teilweise inspirierte, aber nicht konsequent verwirklichtes Liniensystem nicht von der Bevölkerung angenommen wurde, entstand das bis Dezember 2024 geltende Liniensystem mit zwei Ringlinien. Die Linien 3 (samstags-nachmittags- und sonntags-Ringlinie) und 4 (Borby-Nord – Innenstadt – Domsland) ergänzten die zwei Ring- oder besser: Gamma-Linien 1 und 2.

## Zukunft
Ab 17. Juli 2023 sollte der Busverkehr neu strukturiert werden; wegen Personalmangel wurde dieser Termin verschoben. Grund für den Fahrermangel sei auch das hohe Wohnraum-Mietkostenniveau in Eckernförde, das auswärtige Busfahrer davon abhält, nach Eckernförde zu ziehen.
Während nach Neuterminierung der Maßnahme die Linien 1 und 2 nahezu unverändert verkehren, soll die Linie 3, die bisher nur am Wochenende verkehrte, den Saxtorfer Weg und die Riesebyer Straße an Innenstadt und Bahnhof anbinden. Die Linie 4 soll die Wohngebiete Domsland und Schiefkoppel erschließen, den Sandkrug und den geplanten Haltepunkt Eckernförde-Süd (B76/Domstag) anschließen und weiter in die Innenstadt führen.
Der Saxtorfer Weg wird erstmals angefahren und der Bereich Riesebyer Straße mit Haltestellen verdichtet. Eine neue Haltestelle entsteht an der Siegfried-Werft. Für Domsland und Schiefkoppel werden mehr Fahrten angeboten und das Einkaufszentrum Hörst wird angebunden.
Während die Samstagsfahrten an den Werktagsbetrieb angepasst werden, bleibt der Fahrplan sonntags unverändert. Diese Fahrten werden dann von der neuen Linie 7 durchgeführt. Für das neue Liniennetz wird ein zusätzlicher Elektrobus eingesetzt.
Grundlage für die beabsichtigte Neustrukturierung bildet das Gertz-Gutsche-Rümenapp-„ÖPNV-Konzept für die Stadt Eckernförde“ aus dem Jahr 2019, das allerdings noch davon ausgegangen war, dass es künftig zwei Bahnstationen – zusätzlich zum bestehenden Bahnhof Eckernförde die Station Eckernförde Süd – geben wird. Inzwischen ist allerdings geplant, dass in Eckernförde künftig fünf Bahnstationen bestehen werden. Nach dem Gertz-Gutsche-Rümenapp-Konzept kommen auch noch die Buslinien 5, 6A und 6B hinzu.

## Linien
| Linie | Laufweg | Bedienungshäufigkeit                                                    |
| ----- | --- | ----------------------------------------------------------------------- |
| 1     | Grasholz – Carlshöhe – Krankenhaus – Ostlandstraße – Bahnhof/ZOB – Diestelkamp – Hörst Einkaufszentrum – Schulzentrum Süd – Weiterfahrt des Busses als Linie 2 in Richtung Borby (Änderung des Fahrtziels Doroteenstraße schon ab Haltestelle Sauerstraße) (Gegenrichtung Linie 1 in umgekehrter Haltestellenreihenfolge identisch) | mo–fr etwa 6–20 Uhr und samstags etwa 7–13 Uhr: 30-Minuten-Takt         |
| 2     | Doroteenstraße (Borby) – Fischerkoppel – Bahnhof/ZOB – Wilhelmstal – Schulzentrum Süd – Weiterfahrt des Busses als Linie 1 in Richtung Grasholz (Änderung des Fahrtziels Grasholz schon ab Haltestelle Wilhelmstal) (Rücktour: statt über die Fischerkoppel führt die Rücktour über den Vogelsang)                                  | mo–fr etwa 6–20 Uhr und samstags etwa 7–13 Uhr: 30-Minuten-Takt         |
| 3     | Grasholz – Carlshöhe – Krankenhaus – Ostlandstraße – Doroteenstraße (Borby) – Fischerkoppel – Bahnhof/ZOB – Schulzentrum Süd – Hörst Einkaufszentrum – Diestelkamp – Bahnhof/ZOB – Vogelsang – Cäcilienstraße (Borby) – Ostlandstraße – Grasholz (Ringlinie)                                                                        | samstags etwa 13:30–20 Uhr und sonntags etwa 13–18 Uhr: 30-Minuten-Takt |
| 4     | Kösliner Ring – Bahnhof/ZOB – Stolbergring (Broosbyer Koppel) – Schiefkoppel – Moorweg (Domsland) – Hörst Einkaufszentrum – Schulzentrum Süd (Gegenrichtung in umgekehrter Haltestellenreihenfolge identisch) | mo–fr etwa 6–20 Uhr und samstags etwa 7–13 Uhr: 60-Minuten-Takt         |

Ab dem 1. Juni 2019 wurde die Linienführung der Linie 4 geändert. Das Neubaugebiet „Schiefkoppel“ wurde in die Linie mit einbezogen, seitdem wird das Industriegebiet „Mariental“ nicht mehr angefahren.
Ab dem 15. Dezember 2024 traten diverse Änderungen im Stadtlinienverkehr Eckernfördes ein:
- teilweise Abweichungen von den bis dato geltenden Abfahrzeiten bis zu 15 Minuten,
- teilweise Änderungen der Linienbezeichnungen,
- Aufgabe der Bedienung der Feldwegsiedlung und entlang der Schleswiger Straße auf voller Länge (die Schleswiger Straße auf voller Länge wird aber von mehreren Autokraft-Linien bedient),
- nahezu völlige Umstrukturierung der Linie 4, die ab Änderung vom Kösliner Ring aus über den Bahnhof, Broosbyer Koppel, Schiefkoppel, Domsland, Hörst Einkaufszentrum zum Schulzentrum Süd und zurück verkehrt.

## SE-Reisen
Der Betriebshof befindet sich im Rosseer Weg in Eckernförde.
Der Fuhrpark besteht aus 20 Bussen und mehreren Kleinfahrzeugen. Mit 30 Beschäftigten wird neben der Bedienung der Stadtlinien Gelegenheits-, Ausflugs- und Reiseverkehr durchgeführt. Zudem fährt die Firma den Flughafen-Shuttle von Eckernförde zum Flughafen Hamburg.
2017 wurden vier neue Scania-Busse für den Stadtverkehr in der Lackierung des Nahverkehrsverbundes Schleswig-Holstein sowie ein Scania-Reisebus Interlink HD als Mannschaftsbus für den Fußballverein Holstein Kiel beschafft.

## Andere Anbieter des innerstädtischen ÖPNV in Eckernförde
Im April 2020 gewann die Autokraft die Ausschreibung des Kreises Rendsburg-Eckernförde den Betrieb des ÖPNV im Kreisgebiet und führt seit dem 1. Januar 2021 – neben den Firmen Stadtverkehr Eckernförde und Norddeutsche Verkehrsbetrieben (Stadtverkehr Rendsburg) – den kreisweiten ÖPNV durch. Seitdem werden von den Regionalbussen mehr Haltestellen innerhalb Eckernfördes bedient und auch die Fahrtenhäufigkeit auf den meisten Strecken erhöht. Auf parallel zu den Stadtverkehrs-Linien verlaufenden Autokraft-Linien werden einige Haltestellen ebenfalls bedient, zum Beispiel sämtliche Haltestellen stadtauswärts zwischen Bahnhof/ZOB und Cäcilienstraße (Linien 2, 3, 710, 719).
Künftig soll nach den Planungen (s. o.) zusätzlich wieder seit 1958 ein teilweise schienengebundener Verkehr auch in der Stadt möglich sein.

## Bilder

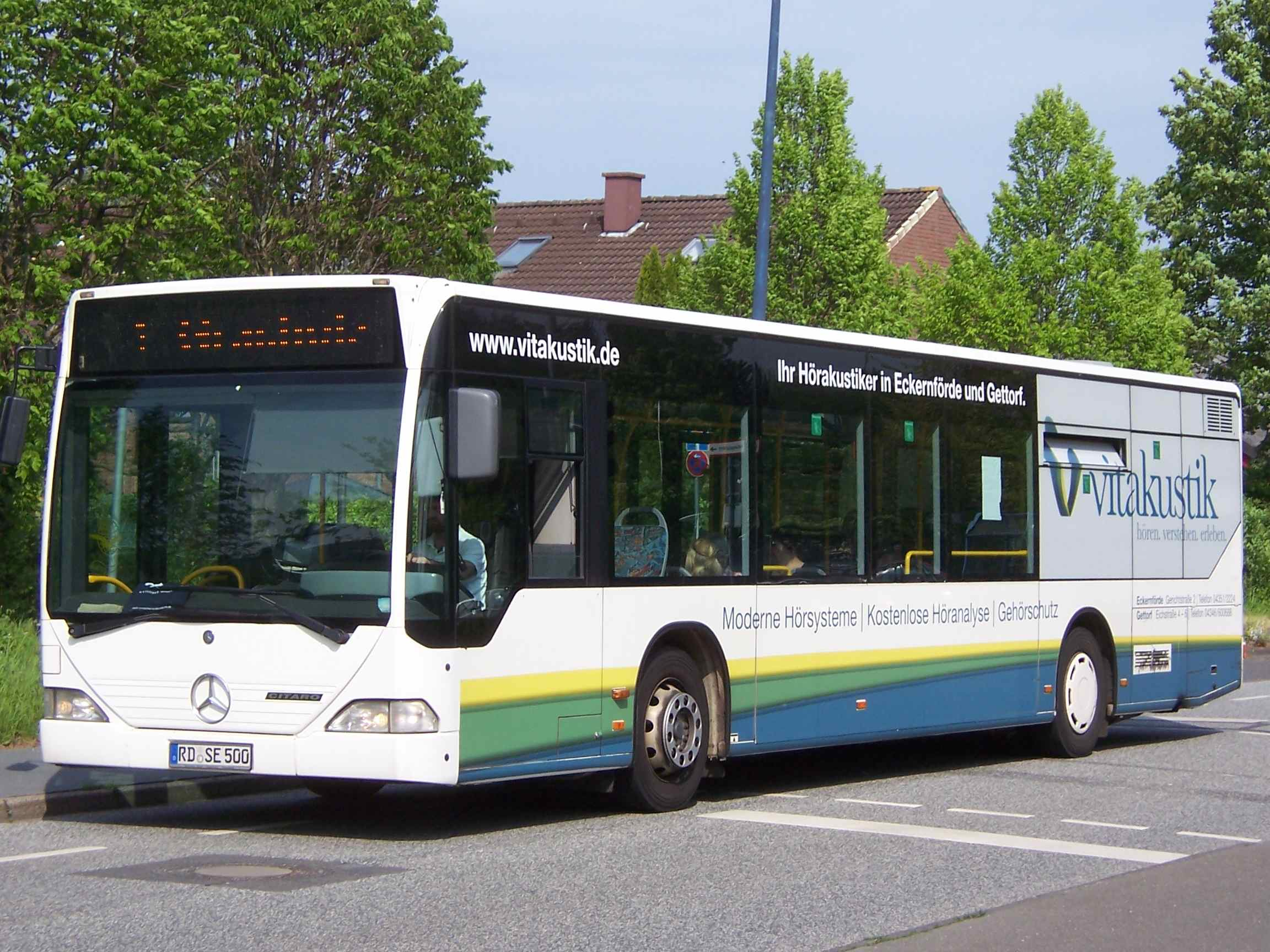
Bus der Linie 1
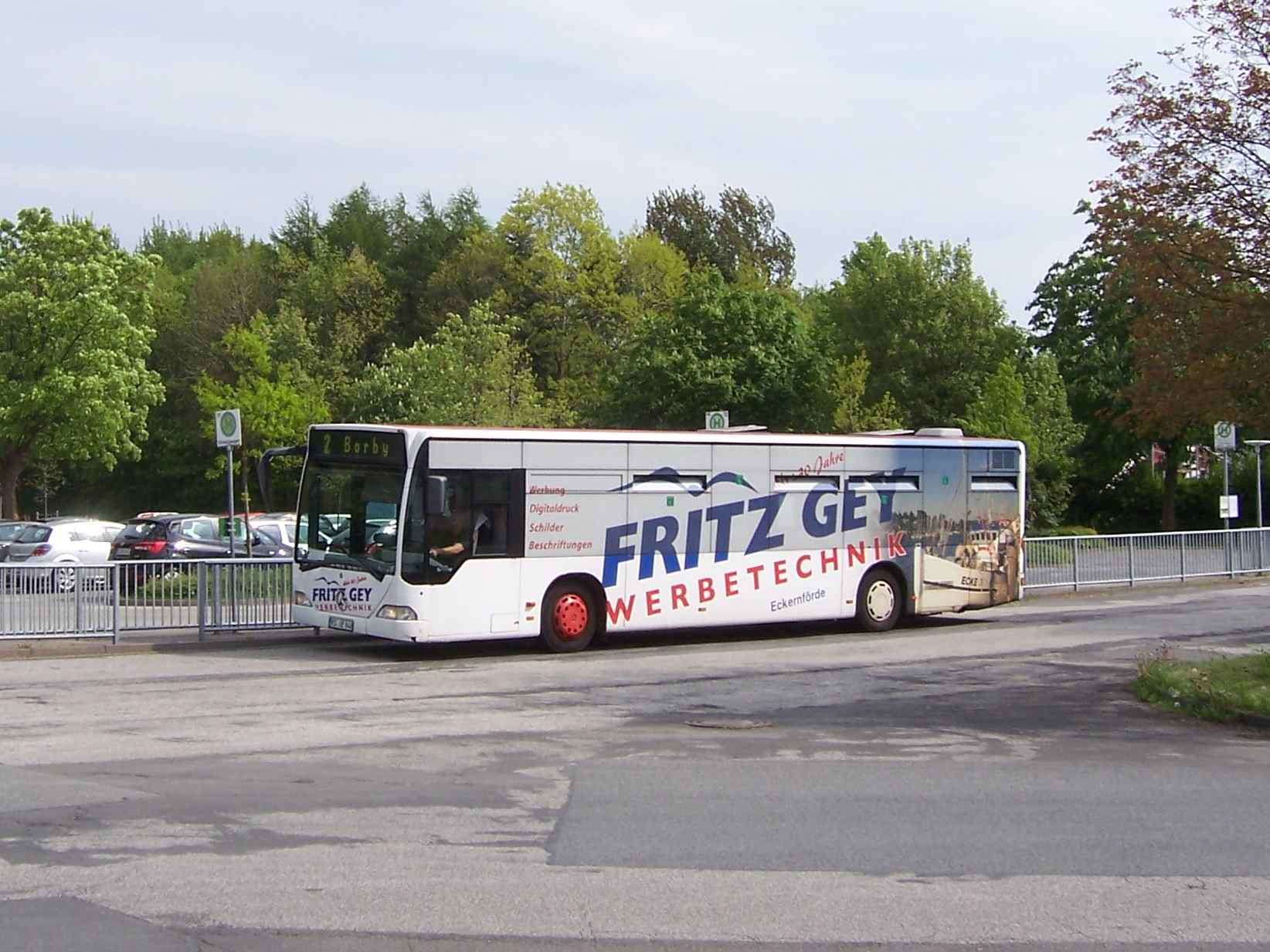
Bus der Linie 2
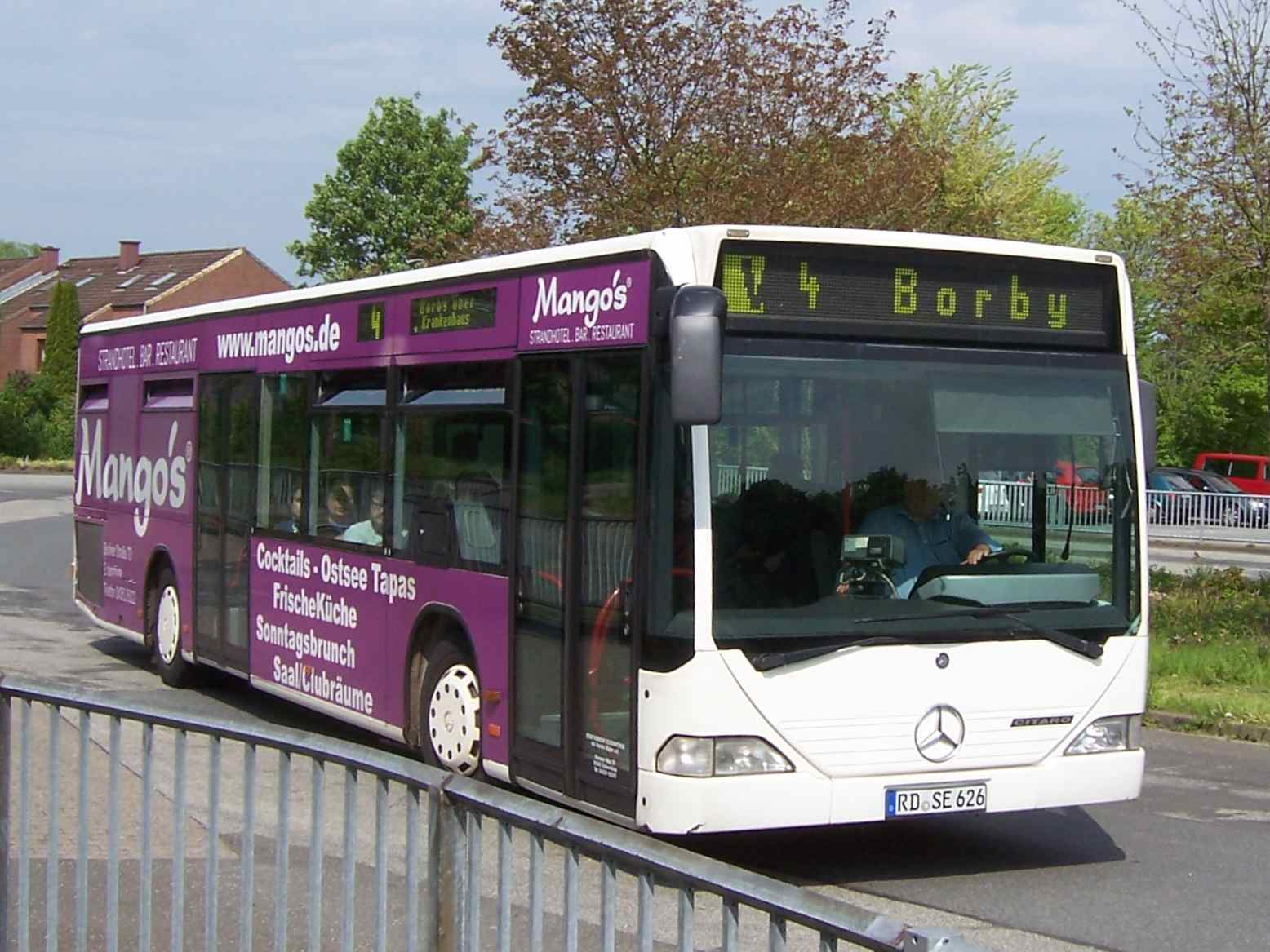
Bus der Linie 4